# Quando sono lontano
Quando sono lontano è un singolo del rapper italiano Clementino, pubblicato l'11 febbraio 2016 come primo estratto dalla riedizione del quarto album in studio Miracolo!.

## Descrizione
Quando sono lontano è stato presentato per la prima volta dal rapper in occasione della sua partecipazione al Festival di Sanremo 2016, manifestazione alla quale si è classificato settimo.

## Tracce
1. Quando sono lontano – 3:29

## Classifiche
| Classifica (2016) | Posizione massima |
| ----------------- | ----------------- |
| Italia            | 10                |